# 로만 셰브렐레
로만 셰브렐레(체코어: Roman Šebrle, 1974년 11월 26일 ~ )는 체코의 육상 선수이다.
2000년 하계 올림픽 동안 10종경기에서 2위를 한후, 셰브렐레는 2004년 하계 올림픽에서 금메달을 획득했다. 전통은 10종경기 우승자가 "세계 최고의 선수"의 타이틀을 보유하고 지시한다.
전문가 패널은 2008년에 월스트리트 저널에서 최고의 선수로 셰브렐레를 기록했다. 바로 같은해에 셰브렐레는 베이징 올림픽 10종경기에서 6위를 했다.

## 개인 생활
셰브렐레는 체코슬로바키아 란슈크로운에서 태어났다.
2000년 10월 14일에 셰브렐레는 400m와 800m 트랙에서 활약한 체코의 전직 육상 선수 에바 카살로바와 결혼했다. 그들의 아들 슈테판은 2002년 9월 4일에 태어났고 자신의 딸 카테리나는 2006년 1월 30일에 태어났다.